# Dieta de Porvoo

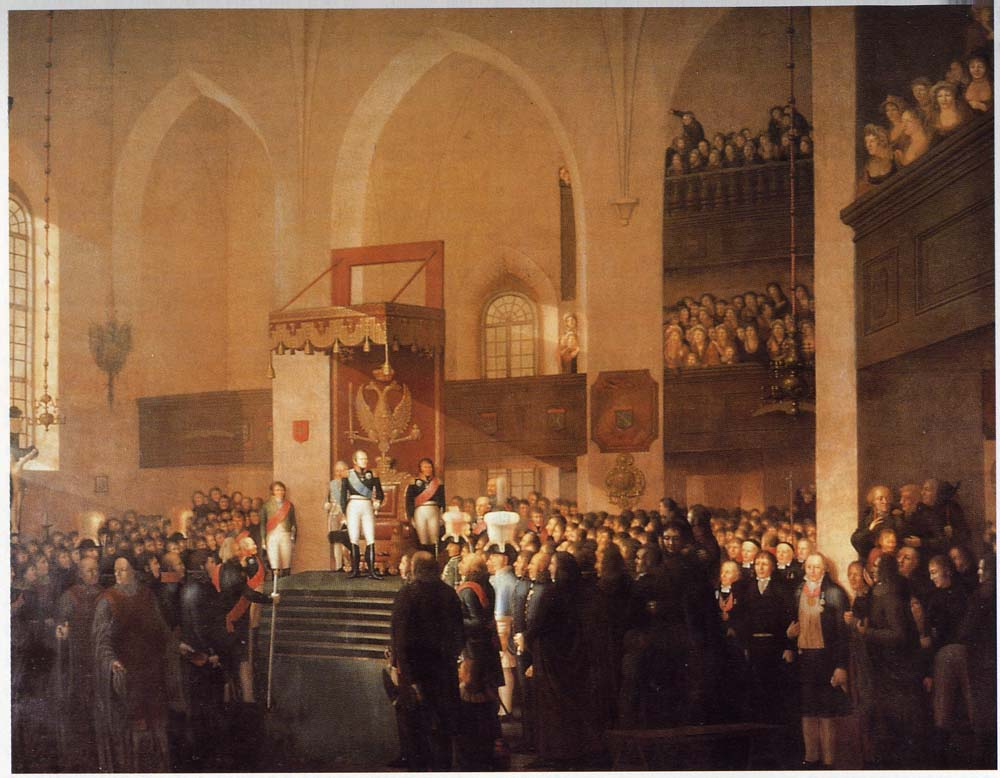
A Dieta de Porvoo sendo aberta por Alexandre I

A Dieta de Porvoo (finlandês: Porvoon maapäivät, sueco: Borgå landtdag) foi a assembléia legislativa convocada pelo imperador Alexandre I para estabelecer o Grão-Ducado da Finlândia.